# Aivove
Aivóve (en ucraïnès: Айвове, rus: Айвовое, Aivóvoie) és un poble de la República Autònoma de Crimea a Ucraïna, que el 2014 tenia 482 habitants. Pertany al districte de Bakhtxissarai. Fins al 1948 la vila es deia Efendikoi.